# محرزی
محرزی، روستایی است از توابع بخش مرکزی در شهرستان بوشهر استان بوشهر ایران.

## جمعیت
این روستا در دهستان انگالی قرار داشته و بر اساس سرشماری سال ۱۳۸۵ جمعیت آن ۱۶۵ نفر (۳۹ خانوار) بوده‌است.